# Draga di Moschiena
Draga di Moschiena (in croato Mošćenička Draga; durante la seconda guerra mondiale brevemente chiamato Valsantamarina e durante l'impero austroungarico chiamato Draga S. Marina) è un comune croato.

## Società

### Etnie e minoranze straniere
Secondo il censimento austriaco del 1900, il comune di Moschiena era abitato da 146 italiani, 3042 croati e 16 persone appartenenti ad altre etnie. In particolare, il paese di Moschiena (escluse le frazioni) era abitato da 63 italiani (26,92%) , 160 croati e 11 persone appartenenti ad altre etnie.

### La presenza autoctona di italiani
È presente una piccola comunità di italiani autoctoni che rappresentano una minoranza residuale di quelle popolazioni italofone che abitarono per secoli la penisola dell'Istria e le coste e le isole del Quarnaro e della Dalmazia, territori che appartennero alla Repubblica di Venezia. La presenza degli italiani a Draga di Moschiena è drasticamente diminuita in seguito all'esodo giuliano dalmata, che avvenne dopo la seconda guerra mondiale e che fu anche cagionato dai "massacri delle foibe".
Oggi, secondo il censimento croato del 2011, esiste una minoranza autoctona italiana, pari al 1,43% della popolazione complessiva che si raduna nella locale Comunità degli Italiani di Draga di Moschiena. Il sodalizio aderisce all'Unione Italiana.

### Lingue e dialetti
| %      | Ripartizione linguistica (gruppi principali) |
| ------ | -------------------------------------------- |
| 95,67% | madrelingua croata                           |
| 0,91%  | madrelingua italiana                         |
| 0,61%  | madrelingua macedone                         |
| 0,98%  | madrelingua slovena                          |
| 0,79%  | madrelingua albanese                         |

## Località
Il comune di Draga di Moschiena è diviso in 15 insediamenti  (naselja) di seguito elencati. Tra parentesi il nome in lingua italiana, desueto per talune frazioni.
- Brseč (Bersezio[6])
- Donje Selo (Bassavilla di Moschiena)
- Donji Kraj (Riva di Moschiena[6])
- Grabrova (Gabrova[6])
- Golovik (Gallovici)
- Kalac (Callaz o Cala[6])
- Martina (Martina[6])
- Mošćenice (Moschiena[6])
- Mošćenička Draga (Draga di Moschiena), sede comunale
- Obrš (Obers[6])
- Sučići (Sussici)
- Sveta Jelena (Sant'Elena[6])
- Sveti Anton (Sant'Antonio[6])
- Sveti Petar (San Pietro)
- Zagore (Zagorie[6])

## Amministrazione

### Gemellaggi
- Castel San Pietro Terme